# Dumbrăvița (okręg Jassy)
Dumbrăvița – wieś w Rumunii, w okręgu Jassy, w gminie Ruginoasa. W 2011 roku liczyła 2446 mieszkańców.